# Верхоланцев, Михаил Михайлович
Михаил Михайлович Верхоланцев (род. 25 апреля 1937 года, Москва) — советский и российский художник-трансавангардист. Заслуженный художник Российской Федерации (2007). Член-корреспондент (2012), действительный член (2020) Российской Академии художеств. Действительный член Академии народного искусства (2013). График, дизайнер, живописец. Живёт и работает в Москве.

## Биография
Отец — Михаил Осипович Зюк, участник Гражданской войны, впоследствии командир дивизии, расстрелян в 1937 году. Мать, Нина Васильевна Верхоланцева, училась в студии АХР у Ильи Машкова и в Ленинградской Академии художеств. После расстрела мужа выслана в город Весьегонск Тверской области, где преподавала в школе немецкий язык и рисование. Прадедушка по матери — Николай Васильевич Баснин, известный коллекционер.
Михаил Верхоланцев заболел костным туберкулёзом в возрасте полутора лет и лечился в диспансерах на Яузе, в 1941 году диспансер был эвакуирован в Молотовскую область, посёлок Пожва. В 1943 году санаторий вернулся в Москву. В конце 1944 года мать Нина Васильевна Верхоланцева выписала пропуск и привезла выздоровевшего сына в город Весьегонск, где отбывала ссылку. Так как Миша не умел ходить, то в школу был оформлен только в 1945 году.
Окончил школу № 1 города Весьегонска в 1955 году и сразу поступил в Строгановское училище на отделение мебели факультета промышленных искусств.
В 1961 году окончил Московский государственный художественно-промышленный университет имени Строганова (бывшее Строгановское)
До 1966 года преподавал в МВХПУ (Строгановское училище), его учениками были Б.Французов, А. Харламов, М. Кагаров, В. Васильев, А. Панин.
С 1966—1969 годах работал художником журнала РТ «Радио и Телевидение»
С 1966—1990 годах работал дизайнером и иллюстратором в издательствах «Правда», «Советский писатель», «Детская литература», «Наука», «Педагогика», «Радуга», «Молодая гвардия», «Союзинформкино».
С 1956 года — участник всесоюзных и международных выставок.
С 1972 года — член Творческого союза художников России (б. Московский объединённый комитет художников-графиков на б. Грузинской)
С 1983 года — член Союза художников России и член региональной общественной организации «Московский союз художников»
В 2007 году присвоено звание Заслуженный художник Российской Федерации
С 2012 года — член-корреспондент, с 2020 года — академик (отделение графики) Российской академии художеств.
Михаил Михайлович женат. Его жена Ольга Николаевна Мишина — хормейстер, певица, коллекционер, тележурналист, арт менеджер, куратор выставок. Материалы для данной статьи собраны и предоставлены ею, поскольку она является по сути биографом, секретарём и представителем художника.

## Творчество

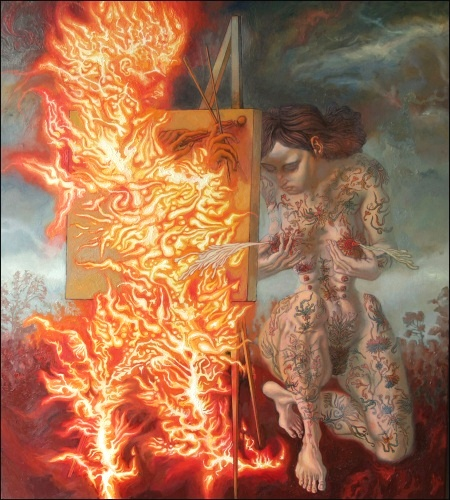
Михаил Верхоланцев. Пламенеющий художник. 2014

Работает в области прикладной и станковой графики, дизайна и живописи, мастер современной ксилографии и искусства книги.
Гравюры Михаила Верхоланцева представляли российское искусство на 30 крупнейших международных выставках и бьеннале графики в России, Италии, Дании, Бельгии, Турции, Польше, Китае, Финляндии, Англии, Германии, Голландии, Югославии, Испании, Франции, Чехии, Австрии, Португалии, Эстонии, Словакии, Швейцарии и отмечены многочисленными премиями, медалями и дипломами. Основные из них: первая премия международного конкурса футорологической гравюры в г. Синт Никлаасе (Бельгия) и специальная премия магистратуры г. Антверпена, две почётные медали бьеннале графики г. Мальборк (Польша), две премии бьеннале в г. Фредериксхавне (Дания), и премия г. Генуя (Италия), премия конкурса графики малых форм в г. Стамбуле (Турция), премия конкурса гравюр в г. Лозанне (Швейцария), бронзовая медаль конкурса графики в г. Шанхае (Китай), первые премии международной бьеннале в г. Санкт — Петербурге и на Всероссийском конгрессе графики малых форм в г. Вологде.
Известен и как дизайнер книг и журналов. Работая в журнале «Радио и телевидение», реализовал много интересных и новых дизайнерских находок. Сотрудничал со многими издательствами СССР: «Советский писатель», «Молодая гвардия», «Правда», «Детская литература», «Радуга», «Наука», «Педагогика», «Союзинформкино» и др. При его участии издано свыше 1000 книг, альбомов, журналов.
С 2010 года наиболее значимы работы в книге. Это гравюры для повести Льва Толстого «Крейцерова соната» (юбилейное издание музея), иллюстрации к уникальным книгам издательского дома «Дейч»: повести и рассказы А. Платонова, роман И. Гончарова «Обыкновенная история», повести и рассказы Льва Толстого. В 2014 году художник за книгу «Добродетели и пороки» с 15 продольными ксилографиями и авторским текстом удостоен звания лауреата Всероссийского конкурса «Образ книги» в номинации «авторская книга».
Произведения Верхоланцева хранятся в Государственном Эрмитаже, ГМИИ имени Пушкина, Государственной Третьяковской галерее, крупных музейных собраниях России Уфы, Вологды, Иркутска, Пскова, Курска, Перми, Твери, Ярославля, Тобольска, др. городах страны и за рубежом.

## Награды и премии
- Медаль ордена «За заслуги перед Отечеством» II степени (6 июня 2023 года) — за вклад в развитие отечественной культуры и искусства, многолетнюю плодотворную деятельность[3]
- Заслуженный художник Российской Федерации (27 июня 2007 года) — за заслуги в области искусства[4].
- Почётная грамота Президента Российской Федерации (5 апреля 2019 года) — за заслуги в развитии отечественной культуры и искусства, многолетнюю плодотворную деятельность[5].
- Диплом Комитета по печати при Совете Министров СССР на Всесоюзном конкурсе изданий за художественное оформление журнала"Спутник кинозрителя"(1970)
- Почётная медаль на VI Биеннале графики малых форм в Мальборке / Польша/(1973)
- Почётная медаль на VII Биеннале графики малых форм в Мальборке /Польша/ (1975)
- Премия на международном конкурсе графики малых форм в Генуе / Италия/ (1975)
- Премия на выставке малоформатной графики в Фридериксгавене / Дания/ (1981)
- Первая премия на международном конкурсе футурологической гравюры в Синт- Никлаасе. Специальная премия магистрата Антверпена и министерства культуры Бельгии (1982)
- Диплом Комитета по печати при Совете Министров СССР на Всесоюзном конкурсе изданий за художественное оформление и иллюстрации к книге «Гамлет в избранных русских переводах»(1986)
- Диплом на международном конкурсе графики малых форм « Италия- Россия» /Москва-Пескара/(1991)
- Диплом на I международной выставке «Марина 96»/ Одесса/ (1996)
- Первая премия на I международной биеннале графики в Санкт-Петербурге в номинации станковая графика (2002)
- Серебряная медаль Российской академии художеств ,Специальная премия жюри международного конкурса малой графики в г. Анкара / Турция/ (2003)
- Диплом лауреата Всероссийского конгресса экслибриса и малой графики. Вологодская картинная галерея, Российская ассоциация экслибриса.(2004)
- Золотая медаль Творческого союза художников России
- Лауреат Международного конкурса графики (2008
- Диплом "Атлант искусства"За выдающиеся достижения в современном искусстве.
- Бронзовая медаль конкурса графики в г. Шанхае (Китай)
- В 2016 году удостоен первой премии XXVI Всемирного конгресса FISAE г. Вологда.
- Первая премия международного конкурса футорологической гравюры в г. Синт Никлаасе (Бельгия)
- Серебряная медаль РАХ
- Несколько первых премий международной бьеннале в г. Санкт—Петербурге
- Специальная премия магистратуры г. Антверпен
- Медаль и диплом Московского Союза художников «За заслуги в развитии изобразительного искусства»,
- Орден Архангела Михаила
- Медаль Российской академии художеств «Достойному» № 0077 за заслуги и большой личный вклад в развитие и укрепление культуры Государства Российского.

## Выставки

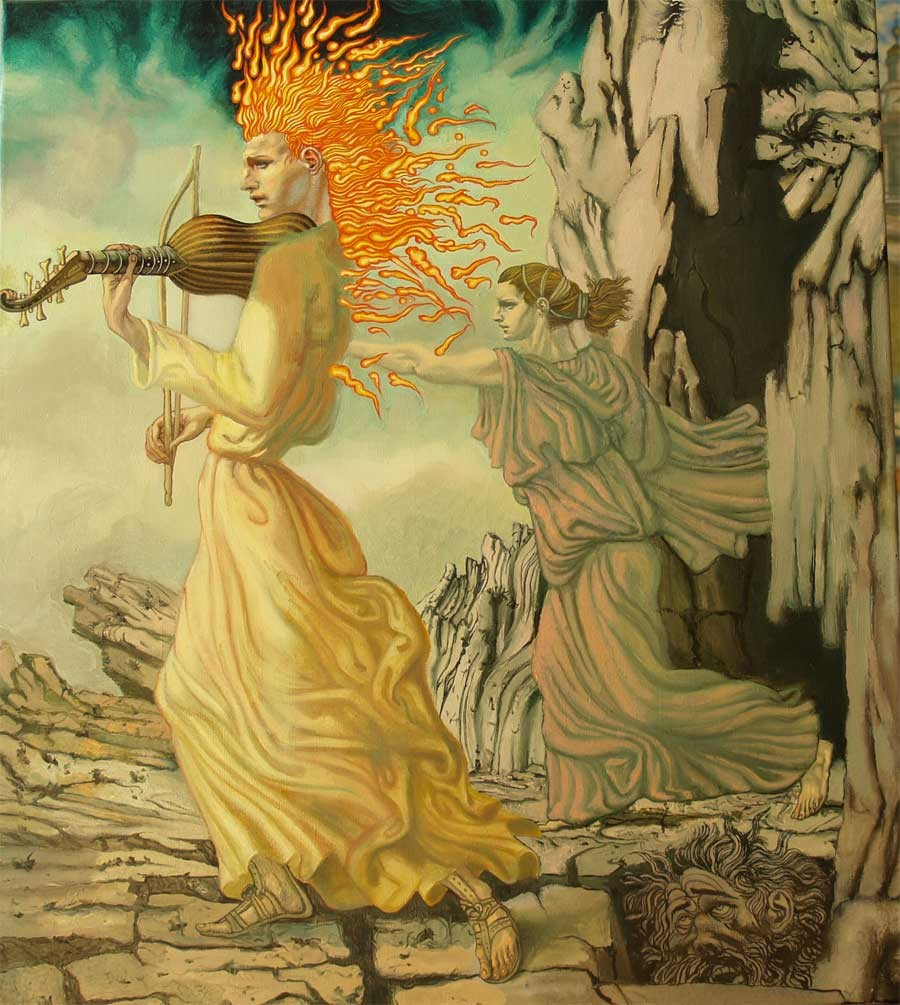
Михаил Верхоланцев. Сила музыки. Холст, масло. 2003

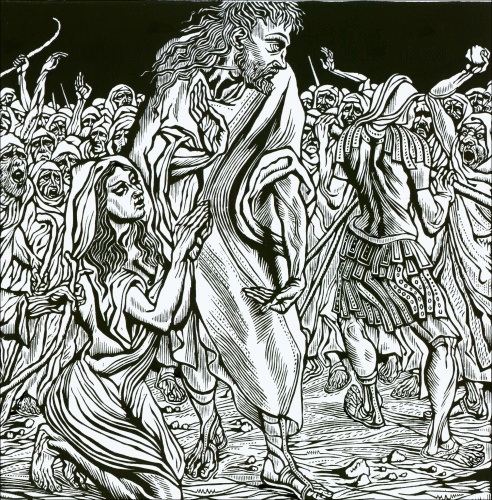
Михаил Верхоланцев. Кто из вас без греха? Продольная ксилография. 2013

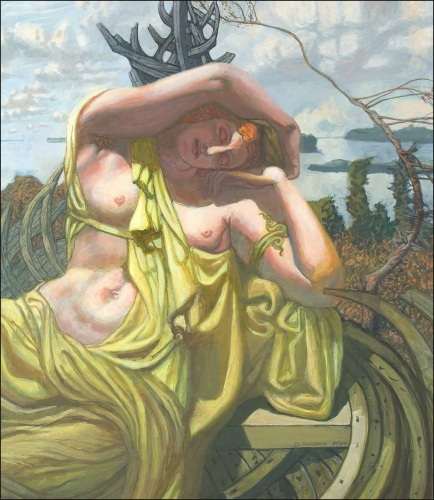
Михаил Верхоланцев. Ариадна, покинутая в Весьегонске. Холст, масло. 2008

Участник более 100 выставок. В их числе:
- 1959 Всесоюзная молодёжная выставка.
- 1961 Всесоюзная выставка дипломных работ студентов художественных вузов.
- 1970 Выставка «Экспо-70» г. Осака /Япония/.
- 1973 Выставка советской графики в г. Хельсинки / Финляндия/.
- Выставка на VI Бьеннале графики малых форм г. Мальборк / Польша/.
- 1974 Выставка на XV Конгрессе Международной Федерации любителей графики малых форм г. Бледе / Югославия/.
- 1975 Выставка на VII Бьеннале графика малых форм в г. Мальборк /Польша/. Международная выставка малоформатной графики г. Фредериксгавен /Дания/. Международная книжная выставка, г. Москва. Международная выставка малых форм графики, г. Генуя / Италия/.
- 1977 Выставка «Советская графика малых форм» в г. Лодзь /Польша/.
- 1979 Выставка «Музыка в экслибрисе» в г. Познань / Польша/.
- Персональная выставка в г. Мурманске.
- 1980 Выставка Советской графики г. Линц /Австрия/.
- 1982 Международная выставка конкурса гравюры на темы футурологии и научной фантастики, г. Синт-Никлаас /Бельгия/.
- 1982 Персональная выставка г. Североморск.
- 1983 Международная выставка графики в г. Лондон / Англия/.
- Международная выставка малой графики, г. Хельсинки /Финляндия/.
- 1986 Международная выставка фестиваля графики России в Мексике и Португалии.
- 1987 Персональная выставка в г. Ленинград. Дворец культуры им. Ленсовета.
- 1990 Международная выставка «Эротический экслибрис», г. Синт-Никлаас /Бельгия/.
- 1991 Международные выставки гравюры на тему «Италия-Россия», г. Москва
- 1992 Международные выставки гравюры на тему «Италия-Россия» г. Пескара /Италия/.
- 1993 Персональная выставка графики и живописи в Доме Актёра г. Москва.
- 1994 Персональная выставка живописи и графики в журнале « Юность».
- 1997 Персональная выставка живописи и графики в ЦДХ на Крымском валу. Персональная выставка графики в Московском Фонде культуры. Персональная выставка живописи и графики «Бурганов-центре» Москва.
- 2000 Персональная выставка «2000 сюжетов» в ЦДХ на Крымском валу.
- 2002 Выставки на XIX Международной Биеннале малой графики в г. Мальборке /Польша / и в г. Фредериксхавене /Дания/. Персональная выставка «АР ДЕКО — ТРАНСАВАНГАРД» в Московском музее экслибриса, улица Пушечная.
- 2003 Персональная выставка графики и живописи « Ричеркар» в галерее А 3
- 2003 Выставка к семидесятилетию МОСХА. Большой Манеж, г. Москва
- 2004 Выставки малой графики в рамках XXX Международного конгресса экслибриса (FISAE) г. Братислава Словакия и г. Велс Австрия. Персональная выставка «Экслибрис и станковая гравюра» Музейно — творческий центр «Дом Корбакова» Вологодской областной картинной галереи в рамках Первого Всероссийского конгресса экслибриса. Персональная выставка графики «Три поколения» в Гагаринском выставочно-концертном зале. «Дом Нащокина» г. Москва Выставка на 3 Biennal Internacional D ARN GRAFIC Francavilla al Mare Museo Michetti, Sant Carles de la Rapita Pavello Firal ITALIA
- 2005 Персональная выставка «Экслибрис и станковая гравюра» Государственный университет г. Череповец. Международная книжная выставка ярмарка. Париж. Франция XX Интернациональная Биеннале экслибриса. Выставка малой графики в музее замка г. Мальборка Польша и г. Мариенбурга (museum Zamkowe W. Malborku Выставка 15 Международного Биеннале экслибриса и малой графики г. Синт- Никлаас. Бельгия. Выставка 1 Международного Биеннале графики малых форм и экслибриса «Европа в знаке» Университет Адама Мицкевича. Европейская коллегия образования. г. Познань. Польша. Выставка VI Международного конкурса графики и экслибриса. г. Гливице. Польша.
- 2006 Персональная выставка графики и живописи « Магия маньеризма» Журнал «Художественный совет», Издательский дом « Гамма» Modern Russian Engraving. From V. Belikov s Collection. World Russian Forum, International Academy of Professionals, International association of Art Critics. Russian Ex libris Association, Russian Cultural Centre. Washington 2006. Выставка на XXXI Международном конгрессе малой графики г. Ньон. Швейцария. Интернациональная выставка малой графики. Arts Publishing House. г. Шанхай. Китай
- 2007 Персональная выставка «Сто иллюстраций Михаила Верхоланцева» Областная Вологодская картинная галерея, Музейно-творческий центр В. Н. Корбакова. г. Вологда
- 2008 Персональная выставка «Линия — это всё» Московский Государственный художественно- промышленный университет имени С. Г. Строгановаг. Москва Волоколамское шоссе д. 9. Персональная выставка «Современный формшнайдер» ксилографии и иллюстрации Михаила Верхоланцева, Дом графики. Потаповский пер. д. 10. Выставка XXXII Международного конгресса малой графики.г. Пекин. Китай. Выставка первого Интернационального бьеннале графики. Турция. Стамбул.
- 2009 Персональная выставка иллюстраций двух книг И.Гончаров «Обыкновенная история» и А. Платонов «Повести и рассказы» Издательство «Дейч», организация российских библиофилов. Курсовой переулок, г. Москва. Персональная выставка иллюстраций Михаила Верхоланцева «Издательский Дом „Дейч“ представляет» к книге А. Платонова «Повести и рассказы» Международная книжная ярмарка г. Прага. Международная книжная ярмарка. г. Вена ноябрь 2009."Издательский Дом «Дейч» представляет" Персональная выставка иллюстраций и гравюр к произведениям И. Гончарова, А. Платонова, Л. Толстого, В. Шекспира
- 2010 Выставка на международном конкурсе «Eros et Thanatatos» г. Лозанна. Швейцария. Персональная выставка «Соприкосновение» Галерея искусств Зураба Церетели. Г. Москва Российская академия художеств
- 2012 Персональная выставка «Платонов в графике» Международный Платоновский фестиваль искусств г. Воронеж Музей изобразительных искусств им. Крамского
- 2013 Персональная выставка гравюр из цикла «Добродетели и пороки» В рамках четвёртого Всероссийского конгресса экслибриса. Вологодская областная картинная галерея. Г. Вологда. Интернациональный конгресс малой графики в г. Шанхай (Китай).
- 2014 Всероссийская художественная выставка «Россия XII» Союз художников России, Российская академия художеств, Международная конфедерация союзов художников. Персональная выставка « Иные цивилизации» РАХ, МСХ, Тюменский региональный благотворительный фонд "Возрождение Тобольска, Торговый комплекс «Ермак». Персональная выставка « Иные цивилизации» РАХ Архивная копия от 12 марта 2017 на Wayback Machine, МСХ, Тюменский региональный Тюменский Государственный университет г. Тюмень.
- 2015 Персональная выставка «Иные цивилизации» Художественный музей г. Ханты- Мансийска РАХ Архивная копия от 12 марта 2017 на Wayback Machine, МСХ, благотворительный фонд «Возрождение Тобольска».
- 2016 Выставка Всемирного XXXVI конгресса малой графики[6]. Персональная выставка экслибриса и гравюры. Музейно- творческий центр «Дом Корбакова» в рамках Всемирного XXXVI конгресса малой графики г. Вологда. Персональная выставка «Гравюра и книга» Малый зал Союза художников России в рамках триеннале графики. Уфимская художественная галерея, г. Уфа
- 2017, 21 марта — 9 апреля, Юбилейная выставка к 80-летию художника в залах Российской Академии художеств (на Причестенке, 21) Архивная копия от 12 марта 2017 на Wayback Machine

## Произведения Михаила Верхоланцева в музеях и коллекциях

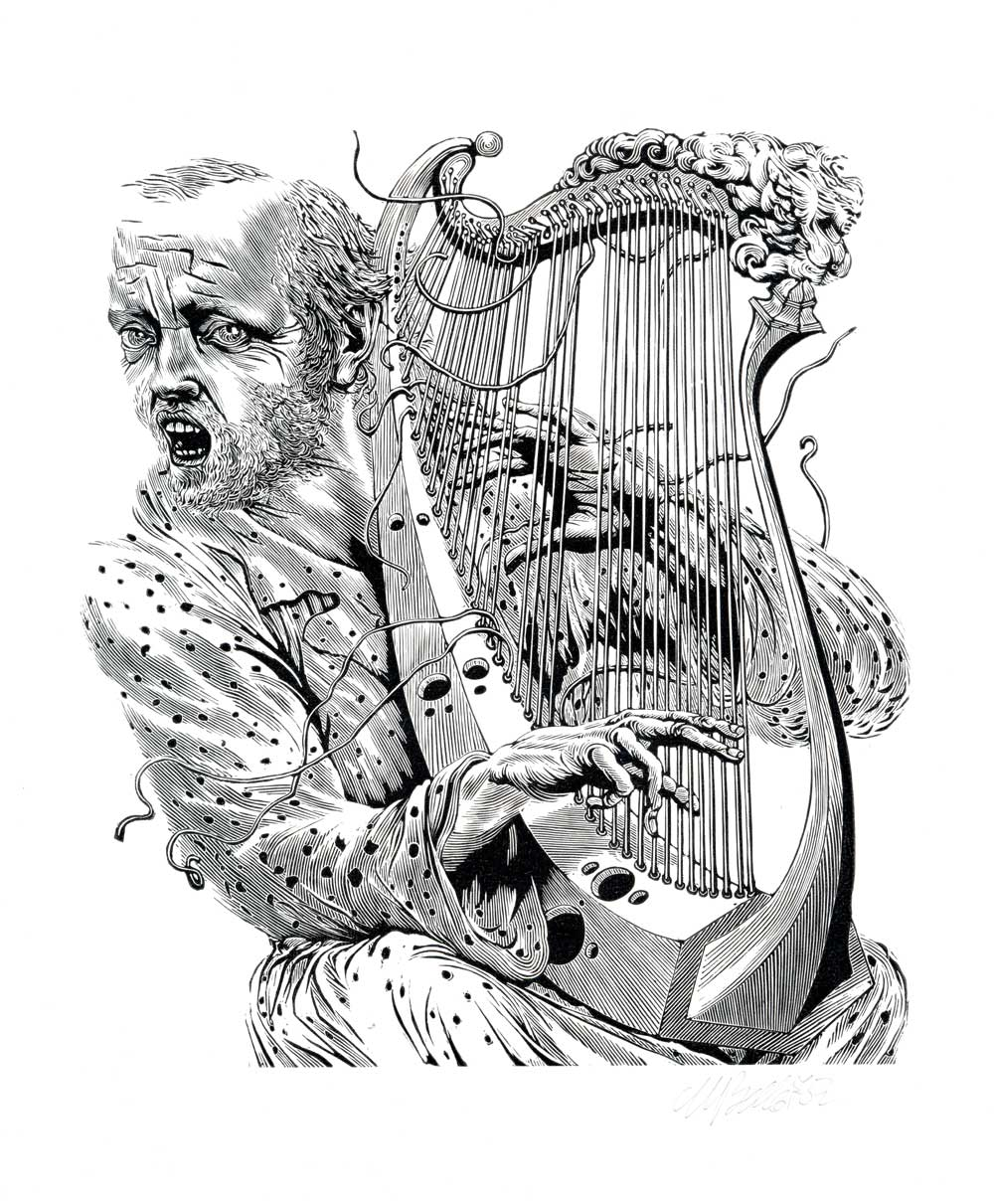
Михаил Верхоланцев. Автопортрет с арфой. 1975

### В музеях России
- Государственный Эрмитаж. Санкт-Петербург.
- Государственный музей-заповедник Петергоф.
- Государственный музей изобразительных искусств имени А. С. Пушкина. Москва.
- Башкирский государственный художественный музей имени М. В. Нестерова. Уфа.
- Музеи изобразительных искусств: Вологды, Курска, Тулы, Твери, Пскова, Перми,Тобольска, Ярославля, Тюмени.

### В зарубежных музеях и частных коллекциях
- Финляндия: Хельсинки. Музей Атениум
- Чехия: Прага, Градец Карлове
- Словакия: Братислава
- Англия: Лондон
- Бельгия: Синт-Никлаас, Антверпен, Халле
- Германия: Бонн, Вернигероде, Берлин, Мюнхен
- Эстония: Таллинн, Тарту
- Голландия: Амстердам, Риксмузеум
- Франция: Страсбург, Монтморенси, Метц
- Австрия: Вена, Санкт Георген, Велс
- Турция: Анкара
- США, Аргентина, Португалия, Словения, Дания, Польша, Испания, Италия и т. д.